# Berberodes commaculata
Berberodes commaculata là một loài bướm đêm trong họ Geometridae.